# Kim Seon-Young
Kim Seon-Young, född den 23 februari 1979, är en sydkoreansk judoutövare.
Hon tog OS-brons i damernas tungvikt i samband med de olympiska judotävlingarna 2000 i Sydney.